# 江坂

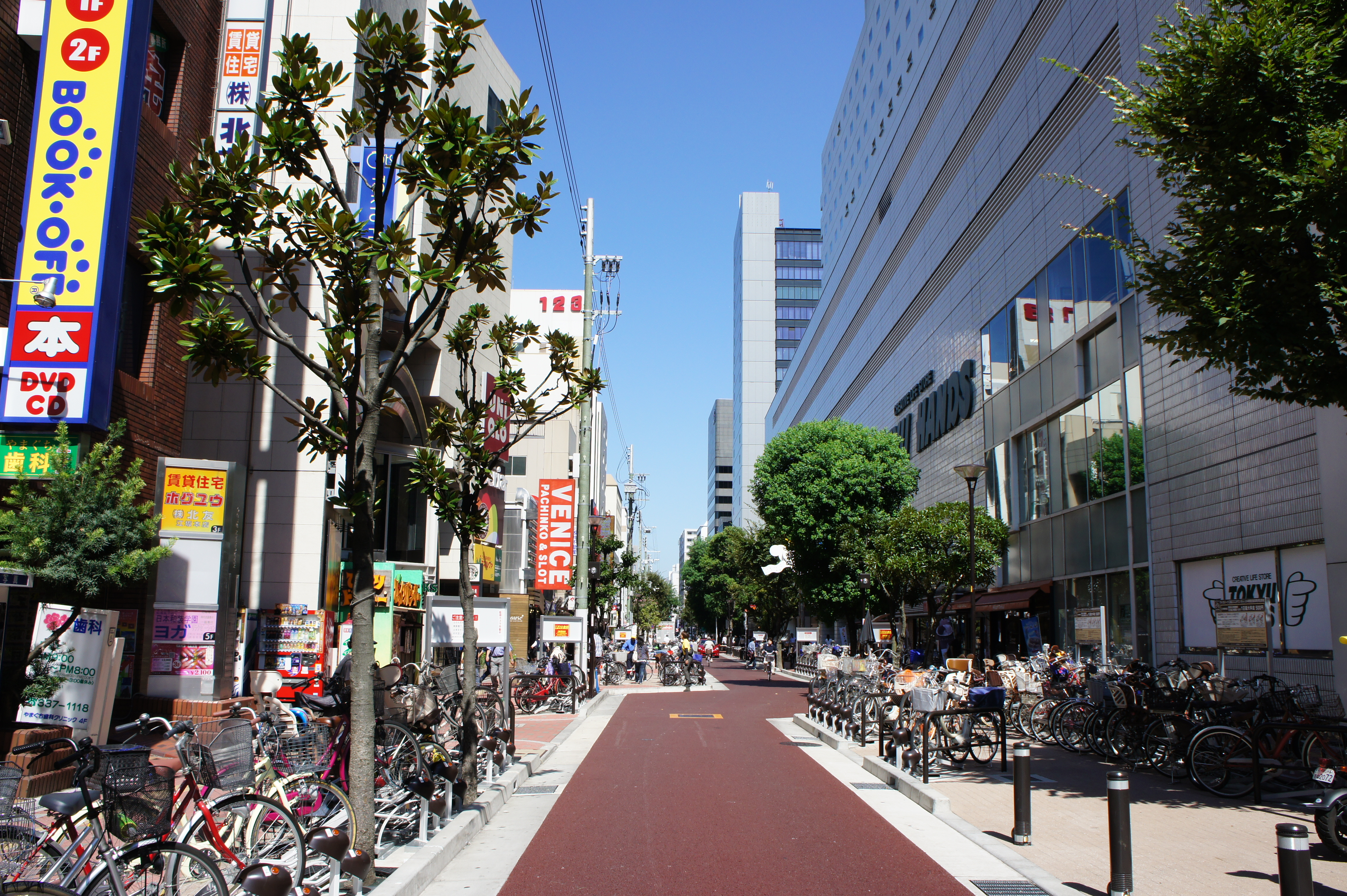
江坂ウエストサイドストリート

江坂（えさか）は、大阪府吹田市南西部、大阪市高速電気軌道（Osaka Metro）御堂筋線・北大阪急行電鉄（北急）南北線の江坂駅一帯の広域地名である。

## 概要
千里丘陵の南麓ないし南西麓に位置し、いずれも天井川である糸田川と高川に挟まれた低地で、一般にはおおむね江坂駅が最寄り駅となる地域を江坂という。吹田市の都市計画などの政策では、江坂町一丁目～四丁目、江の木町、垂水町一丁目～三丁目、豊津町、広芝町、芳野町を「豊津・江坂地域」としている。なお、豊津町は江坂駅の西側に面する町域であり、当地域の東端にある阪急千里線豊津駅とはまったく異なる場所である。また、江坂町五丁目は、名神高速道路の北側で国道423号（新御堂筋）の東側の地域である「千里山・佐井寺地域」に分類されている。
「江坂」と名の付く施設（ビル・マンション、店舗など）は、上記の各町域のほか、糸田川を越えた東側の南金田一丁目・二丁目、金田町に見られる。ただし、垂水町一丁目の東部、垂水町二丁目は当地域の東端にある豊津駅が最寄り駅となるため、「江坂」と名付けられた施設は少なくなる。
国道423号（新御堂筋）と国道479号（内環状線）の交点（この交差点の名称は広芝町）であり、新御堂筋と内環状線以外は、2車線以下の細い道路が多い。
江坂駅は大阪市都心から伸びるOsaka Metro御堂筋線と直通運転する北大阪急行電鉄南北線との境界駅であり、交通の要衝である。
大阪市の副都心と称される地区だが、その繁華街は南北に長く、東西方向にはあまり厚くない。特に豊津第二小学校より西側では再開発がされておらず、昔からの一戸建てやアパート等の多い住宅地が広がっている。
大阪都心部へ近いのに加え、周囲に大学や予備校が多いことなどから、人口増加が続いている。
各種大規模小売店舗、コンビニも充実している。
江坂駅周辺の約400メートル四方は、吹田市の条例により喫煙禁止地区である。吸い殻入れを設置していない道路、公園など公共の場での喫煙が禁止になっている。江坂駅周辺でのたばこのポイ捨てが吹田市内の他の駅と比べて多かったため、吹田市では江坂駅周辺を先行して喫煙禁止地区に定められた。

## 歴史
平安時代には摂津国豊島郡の地名として見られる。鎌倉時代から戦国時代には垂水・榎坂（江坂）および豊中市域となる小曽祢（小曽根）・服部・穂積は「榎坂郷」と呼ばれ、春日大社や東寺などの荘園となっていた。なお、江坂はかつて「榎坂」と表記され、現在も一部施設などにこの表記が残っている。江戸時代の榎坂村は寺田村・蔵人村の2つの枝郷があった。
千里丘陵の周囲は南東に亀岡街道・東海道本線、西に能勢街道・阪急宝塚本線、北に西国街道・阪急箕面線が通る反面、江坂が位置する南西は阪急千里線が垂水をかすめる程度の交通過疎地といった状態が戦後もしばらく続き、市街化されたのは千里ニュータウンの造成とおおむね同時期である。1960年代から1970年代にかけて南吹田第1・南吹田第2・江坂土地区画整理事業が行われ、加えて1970年の日本万国博覧会（大阪万博）に合わせて地下鉄・北急の敷設と新御堂筋・内環状線の整備がなされた。千里ニュータウンの前衝地帯として開発が進んで人口が増加し、大企業も本社を構えるようになったり、大企業の大阪支店が大阪市内から相継いで移転するなど、大阪の副都心の性格を持って発展した。
僅かではあるが、ビルやマンションの間に水田や畑が残っている。

## 年表
- 1889年4月1日 - 町村制施行により、豊島郡榎坂村が同郡垂水村と合併して豊津村が発足し、豊津村大字榎阪となる。
  - 自治体名は両大字の地名から1字ずつ取った合成地名で、「豊」が榎坂村。
  - この時「坂」を「阪」に変更。
- 1896年4月1日 - 郡の統廃合により、所属郡が豊能郡に変更。
- 1940年4月1日 - 豊津村が三島郡吹田町・千里村・岸部村と合併して吹田市が発足し、吹田市榎阪となる。
- 1966年 - 吹田市江坂町・豊津町・芳野町・江の木町・広芝町・垂水町の現行町名が実施される。
  - 芳野町はもと榎阪、広芝町はもと垂水（垂水村の枝郷に広芝村があった）、その他はもと榎阪・垂水にまたがる。
  - この時「阪」を「坂」に戻したが、同時に「榎」を「江」に変更。
- 1970年2月24日 - 大阪市営地下鉄（現・Osaka Metro）御堂筋線の新大阪駅 - 江坂駅が延伸開業。同時に北大阪急行南北線江坂駅 - 千里中央駅間も開業。
- 1972年9月 - 大同生命江坂ビル竣工。
- 1975年3月31日 - 江坂東洋ビル（現・ビーロット江坂ビル）竣工。
- 1978年 - 江坂駅南改札口供用。
- 1983年4月17日 - 吹田市立中央図書館江坂分室を供用開始。
- 1996年4月1日 - 吹田市立中央図書館江坂分室を「吹田市立江坂図書館」と名称変更し供用開始。
- 2005年4月1日 - 「吹田市環境美化に関する条例」により喫煙禁止地区を設置。

## 施設
ビル
- ビーロット江坂ビル（旧・ダイエー本社ビル→江坂東洋ビル→パシフィックマークス江坂）- 江坂駅北口の西側に直結
- 大同生命江坂ビル - 江坂駅北口の東側に直結

公共施設
- 江坂公園
- 吹田市立江坂図書館
- 江坂市民サービスコーナー - 吹田市役所の出張所窓口

公立学校
- 吹田市立豊津中学校 - 垂水町三丁目
- 吹田市立豊津西中学校 - 豊津町
- 吹田市立豊津第一小学校 - 江坂町一丁目
- 吹田市立豊津第二小学校 - 江坂町二丁目
- 吹田市立江坂大池小学校 - 江坂町三丁目
- 大阪府立吹田支援学校 - 芳野町

郵便局
- 吹田江坂郵便局
- 吹田江坂一郵便局
- 吹田江の木郵便局
- 吹田垂水郵便局

## 金融機関（1998年現在で存続していた金融機関を掲載）
1990年代のバブル崩壊までは江坂界隈に多くの金融機関が存在したが、合併や破綻により、その数は半減してしまった。だが、近年では南都銀行や紀陽銀行、大阪厚生信用金庫が進出している。
- 第一勧業銀行 江坂支店：2002年4月1日にみずほ銀行  江坂支店（店番：582）となる。2005年5月23日にみずほ銀行  江坂駅前支店を統合した。現在では旧富士銀行所在地でみずほ銀行  江坂支店として営業しており、店籍のみが存続した格好となっている。
- 富士銀行 江坂駅前支店：2002年4月1日にみずほ銀行  江坂駅前支店（店番：595）となる。2005年5月23日にみずほ銀行  江坂支店に統合され、消滅した。第一勧業銀行の項で前述した通り、店籍は消滅したものの、当時の店舗は存続している。合併により、江坂支店から名称変更した。
- 東京三菱銀行 江坂駅前支店：2006年1月1日に三菱東京UFJ銀行 江坂駅前支店（店番：578）となる。2009年11月9日に三菱東京UFJ銀行 江坂支店が当支店内に移転し、同じ窓口で営業している。だが、システム上はすべての取引が江坂支店で行ったという扱いになり、通帳の店番欄には074と表示される。現在の三菱UFJ銀行 江坂駅前支店。
- 三和銀行 江坂支店：2006年1月1日に三菱東京UFJ銀行 江坂支店（店番：074）となる。2009年11月9日に三菱東京UFJ銀行 江坂駅前支店内に移転し、同支店と同じ窓口で営業している。現在の三菱UFJ銀行 江坂支店。
- 住友銀行 江坂支店：2001年4月1日に三井住友銀行 江坂支店（店番：193）となる。近隣に太陽神戸銀行や三井銀行の店舗が存在しなかったことから、旧住友銀行時代から店舗統廃合を行ったことがない。
- 大和銀行 江坂支店：2003年3月1日に江坂支店（店番：231）となる。近隣にあさひ銀行の店舗が存在しなかったことから、旧大和銀行時代から店舗統廃合を行ったことがない。
- 関西アーバン銀行 江坂支店
- 池田泉州銀行 江坂支店
- 南都銀行 江坂支店
- 紀陽銀行 江坂支店
- 福徳銀行 江坂支店
- 大阪厚生信用金庫 江坂支店
- 摂津水都信用金庫 江坂支店
- 十三信用金庫 十三江坂支店

## 寺社
- 素盞嗚尊神社（江坂神社、牛頭天王社）
  - 牛頭山松泉寺（もと瑞泉寺、福泉寺、松泉庵） – 妙心寺派
- 油掛地蔵尊
- 甘露山法泉寺 – 本願寺派。薬医門・鐘楼が吹田風物百選に指定されている。

## 本社や主要拠点がある企業や団体
吹田市も参照
メーカー
- エースコック
- 淀川ヒューテック - フッ素樹脂
- 三精テクノロジーズ
- 住友ファーマ - 総合研究所

IT・ソフトウェア

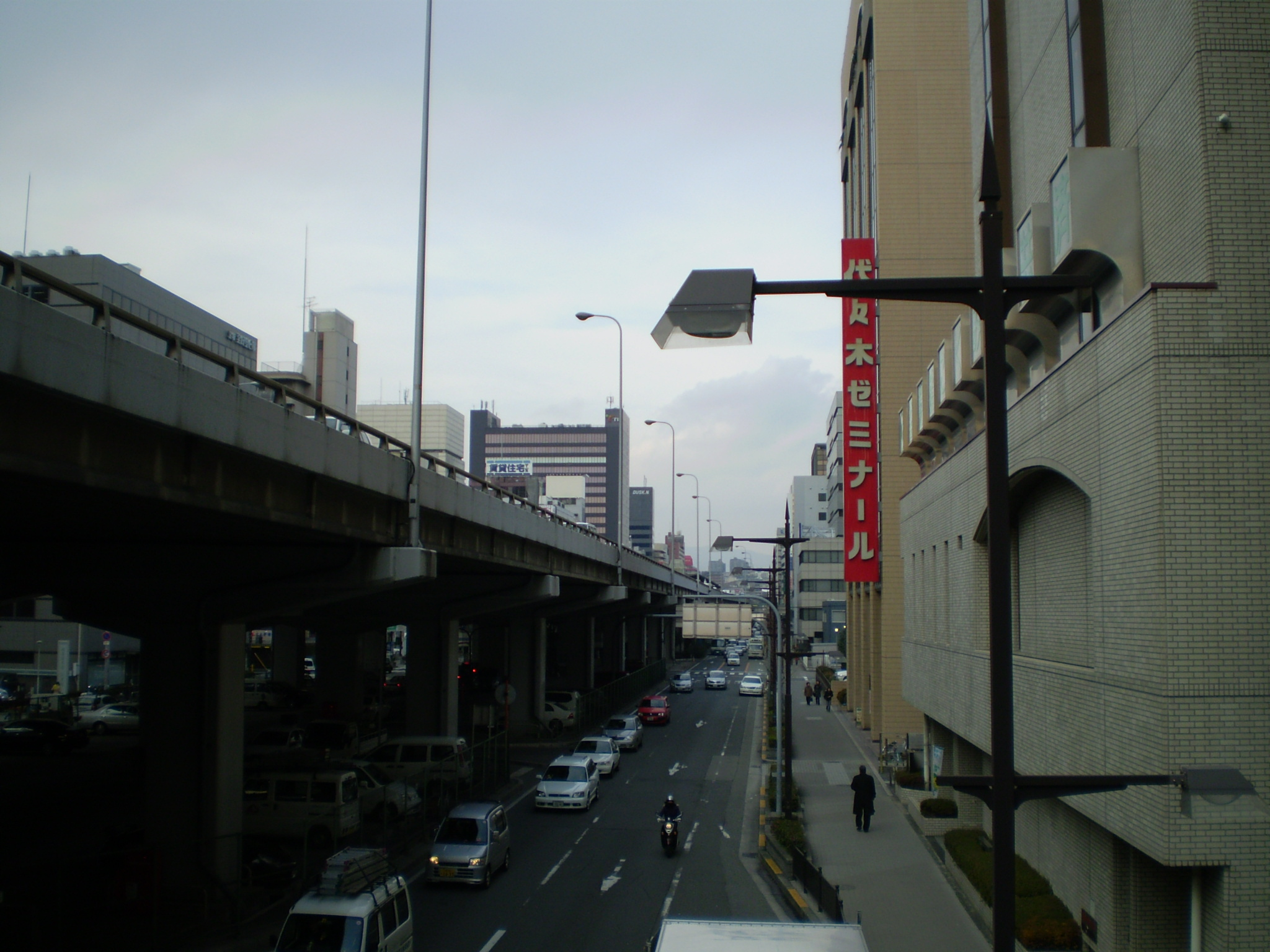
新御堂筋に面する代々木ゼミナール

- TIS (旧・東洋情報システム) - 大阪本社

ゲーム制作
- SNK - 代表作である対戦型格闘ゲーム『ザ・キング・オブ・ファイターズ』シリーズにおいて、主に草薙京のホームステージとして江坂をモチーフにしたステージが度々登場している（主に江坂駅周辺）。また、同作のBGMに『Funky Esaka』や『ESAKA?』という同地の名を冠したものが存在する。
- アルヴィオン
- ノイズファクトリー

食品・外食
- ミスタードーナツ - 事業本部（運営会社はダスキン）。ダスキンミュージアム・ミスドミュージアムも併設。
- あきんどスシロー - 回転寿司（フードアンドライフカンパニーズの100%子会社）
- フォルクス - ファミリーレストラン
- トマトアンドアソシエイツ  - ファミリーレストラン
- ライフフーズ - 和食レストラン
- なか卯 - 丼・うどん、2004～2010年まで本社
- ぎょうざの満洲 - 関西地域の拠点として直売店併設の江坂工場を持つ。
- びっくりドンキー - 江坂店
- 生活品質科学研究所関西総合検査センター - 商品検査や品質管理等をするイオングループの会社。

小売
- ローソン - 2007年まで登記上の本店所在地、その後は近畿支社を置く。
- ハンズ - 江坂店。1983年、関東以外へ初進出した店舗である。
- ダイエー (旧・サカエ→グルメシティ近畿) - 江坂公園前店(2015年2月までグルメシティ近畿本社所在地)、江坂駅前店  1975年～1985年頃　ダイエー本社があった。
- キング - アパレル

アシックス　1975年～1985年頃　本社があった。その後 神戸市に移転
- ドルフィンギターズ - 楽器販売
- ホビーセンターカトー - 大阪店
- クレヨンハウス - 大阪店
- アクロス - インターネットカフェ
- ユニクロ - 江坂オッツ店

出版
- 学研ホールディングス - 教育事業および教育系分野の出版
- メディカ出版 - 医療系分野の出版社

サービス
- エフアンドエム - アウトソーシング
- 大同生命保険 - 1972年から1994年まで本社、その後は大阪北支社を置く。
- 全労済
- ダスキン
- ビケンテクノ - ビルメンテナンス
- ESAKA MUSE - ライブハウス
- スタジオサンプロ - リハーサルスタジオ
- サンプロホール - 貸会議室
- サンリバー - 複合施設「アメニティ江坂」を運営
- 日本パルス - 映像制作会社

教育
- キャットミュージックカレッジ専門学校
- 大阪アニメーションカレッジ専門学校
- 代々木ゼミナール大阪校 - 2014年度末に閉鎖した。

ホテル
- サニーストンホテル
- 第2サニーストンホテル
- 新大阪江坂東急REIホテル（ハンズと同一ビル内）
- ホテルクライトン江坂
- スーパーホテル御堂筋線・江坂
- ホテルリブマックス江坂
- アパホテル〈新大阪 江坂駅前〉

## 交通

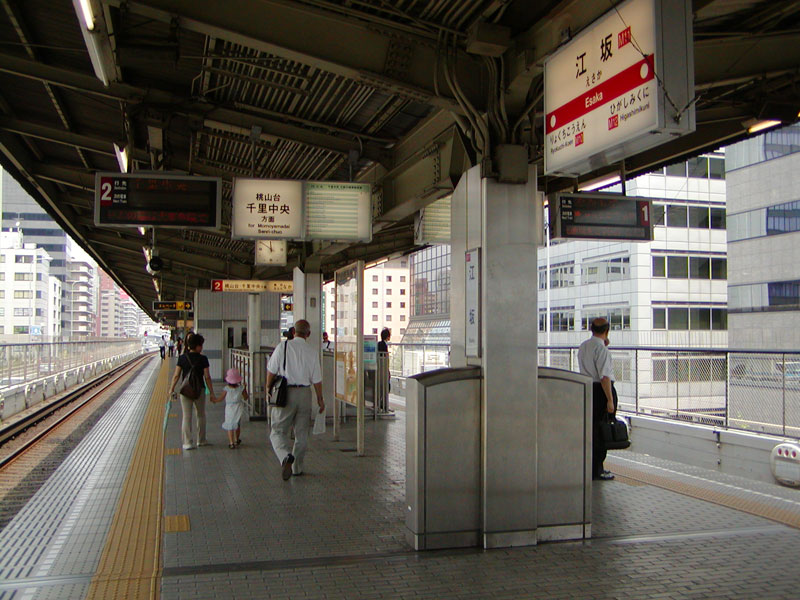
江坂駅ホーム

- 大阪市高速電気軌道（Osaka Metro）御堂筋線・北大阪急行電鉄（北急）南北線 江坂駅
- 国道423号（新御堂筋）
- 国道479号（内環状線）
- 大阪府道145号豊中吹田線

バス路線